# Orpheus chor münchen
Der orpheus chor münchen e. V. ist ein Münchner Konzertchor. Ihm gehören rund 65 Sängerinnen und Sänger an. Künstlerischer Leiter ist seit der Gründung im Jahr 1982 Gerd Guglhör.

## Geschichte
Der Chor wurde 1982 als Kammerchor des Akademischen Gesangvereins (AGV) gegründet. 1996 gründete sich der orpheus chor münchen als eingetragener Verein. Seit der Berufung von Gerd Guglhör als Professor für Ensembleleitung und chorische Stimmbildung probt der Chor in der Regel in der Münchner Musikhochschule.
Im Jahr 1994 erhielt der orpheus chor beim Internationalen Chorwettbewerb in Riva das goldene Diplom. Im Jahr 2000 wurde die Arbeit des orpheus chores mit der Orlando-di-Lasso-Medaille des Bayerischen Sängerbundes honoriert. 2010 gestaltete der orpheus chor das Jubiläumskonzert zum 150-jährigen Bestehen des Bayerischen Sängerbundes.

## Repertoire
Ein Schwerpunkt der Chorarbeit liegt in der Erarbeitung selten aufgeführter Werke verschiedener Epochen und Stile bis hin zu Uraufführungen und erstmaligen Wiederaufführungen wiederentdeckter Werke. Unter den Uraufführungen sind besonders Werke in München lebender Komponisten zu nennen (u. a. Enjott Schneider, Kai Westermann, Heinz Benker, Laurence Traiger), Cornelius Hirsch, Harald Feller; unter den Wiederentdeckungen das gesamte a-cappella-Werk von Heinrich Kaminski, das Requiem für Joseph Haydn von Georg Joseph Vogler, die Missa Nigra und Missa Superba von Johann Kaspar Kerll und die Messe in F und Stabat Mater von Franz Lachner.

## Arbeitsweise
Der Chor probt einmal wöchentlich. Im Jahr finden zwei Probenwochenenden statt. Konzerte und Aufnahmen beanspruchen typischerweise mindestens zwei weitere Wochenenden pro Jahr. Im Kern ist der orpheus chor ein Amateurchor. Viele Mitglieder engagieren sich jedoch weit über den Probenbesuch hinaus für die Ausbildung ihrer Stimme. Auch wirken etliche Musiklehrer und Musikstudenten mit.

## Auftritte
Seit vielen Jahren tritt der Orpheus-Chor regelmäßig in der Markuskirche auf. Weitere Konzertorte sind u. a. die Allerheiligen-Hofkirche, die Himmelfahrtskirche (München-Sendling), St. Ursula in Schwabing, sowie die Herz-Jesu-Kirche in München-Neuhausen sowie der Herkulessaal und das Prinzregententheater.
Außerhalb von München ist der Chor regelmäßig im Pollinger Bibliothekssaal, auf den Europäischen Wochen Passau und auf dem Festival Musiksommer zwischen Inn und Salzach zu hören.
Beim Diabelli-Contest 2016 hat der Chor das Siegerstück von Darren Schmidt (USA) in der Allerheiligenhofkirche in München uraufgeführt.

## Rundfunk- und CD-Produktionen
Mit dem Bayerischen Rundfunk (BR) pflegt der orpheus chor eine intensive Kooperation. Viele Programme werden vom BR aufgezeichnet und regelmäßig gesendet. Außer neuer Chormusik von Francis Poulenc, Aaron Copland, Benjamin Britten, György Ligeti, Jean Françaix, Paul Hindemith, Claude Debussy u. a. wurde eine Sendereihe über Polyphonie mit Werken von Josquin Desprez, Orlando di Lasso und Johann Sebastian Bach produziert. Eine Werkanalyse der Johannespassion von Johann Sebastian Bach wurde 1994 als sechsteilige Sendereihe und im Jahr 2000 als CD bei Koch Classics veröffentlicht (mittlerweile vergriffen).
Bis 2012 wurden 15 CDs in Zusammenarbeit mit dem Bayerischen Rundfunk bei Càlig, Schott Wergo, Arte Nova und OehmsClassics produziert. Ein Schwerpunkt liegt auf Neuentdeckungen von Münchner (Hof)Komponisten, darunter die Missa Superba und die Missa Nigra von Johann Kaspar Kerll, die Gesamteinspielung des geistlichen A-Cappella-Werks von Heinrich Kaminski und die geistlichen Chorwerke von Franz Lachner. Eine CD mit dem Requiem von Abbé Vogler erschien 2009 bei OehmsClassics, 2012 erschien die CD „Jubilate Deo“ mit Werken von Johann Stadlmayr und Giovanni Gabrieli (ebenfalls OehmsClassics).